# بلدية إيكافا
بلدية إيكافا هي بلدية في لاتفيا، بلغ عدد سكانها 8٬455 نسمة، في 2017، عاصمتها ايكاڤا ‏.

## الموقع
تشترك في الحدود مع:
- بلدية أولاين
- بلدية بوسكا
- بلدية فيكومنيكي
- بلدية بالدون
- بلدية أوزولنيكي.